# Thập niên 290
Thập niên 290 hay thập kỷ 290 chỉ đến những năm từ 290 đến 299.